# Stephen Platten
Stephen George Platten (* 17. Mai 1947 in Southgate) ist ein britischer anglikanischer Geistlicher und war von 2003 bis 2014 Bischof von Wakefield.

## Leben
Er wuchs im Norden Londons als Sohn von George Henry Platten und Marjory geb. Sheward, auf. Der Vater war Manager eines großen Textilunternehmens. Stephen Platten besuchte die Stationers' Company's School in London. Von 1966 bis 1968 arbeitete er bei Shell International Petroleum Co Ltd. Platten besuchte die London University, wo er Pädagogik und Naturwissenschaften studierte. In diesen Fächern machte er dort 1972 einen Bachelor of Education.
Platten studierte von 1972 bis 1975 Theologie am Ripon College in Cuddesdon. Er wurde 1975 zum Diakon und im selben Jahr zum Priester in der Diözese von Oxford geweiht. Von 1975 bis 1978 war er Kaplan an der St Andrews Church in Headington, Oxford. Von 1978 bis 1983 war er Kaplan und gleichzeitig Dozent für das Fach Ethik am Lincoln Theological College in Lincoln. 
Von 1983 bis 1989 war Platten Domgeistlicher an der Kathedrale von Portsmouth in der Diözese von Portsmouth und gleichzeitig Diözesandirektor. Er war unter anderem zuständig für die Auswahl und die Vorbereitung der Priesteramtskandidaten innerhalb der Diözese. Er war außerdem Schatzmeister der Kathedrale und Vorsitzender des Finanzausschusses. Platten war außerdem für die Fort- und Weiterbildung der Priester und für die Laienausbildung in der Diözese verantwortlich. Außerdem war er in einem Pilotprojekt der Diözese zuständig für die Betreuung und fachliche Unterweisung der Diakone.
Während seiner Zeit in Portsmouth war er auch einer der beiden Gründer der Society for Study of Christian Ethics, die sich mit der Lehre und der wissenschaftlichen Erforschung von christlicher Ethik und Moraltheologie beschäftigt. Er war von 1983 bis 1989 Vorsitzender der Society for Study of Christian Ethics.
Von 1990 bis 1995 war er Sekretär des Erzbischofs von Canterbury und dabei zuständig für Fragen der Ökumene. Gleichzeitig war er von 1990 bis 1995 auch ehrenamtlicher Geistlicher an der Kathedrale von Canterbury. Er war außerdem anglikanischer Co-Sekretär der Anglican Roman Catholic International Commission.
Von 1995 bis 2003 war Platten als Dekan von Norwich tätig. Als Dekan von Norwich war Platten zuständig für die Verwaltung der Kathedrale von Norwich und gehörte somit in dieser Zeit zum Führungsstab des Bischofs.
Von Juli 2003 bis zur Auflösung der Diözese im April 2014 war er Bischof von Wakefield.
Platten hatte während seiner Kirchenlaufbahn außerdem zahlreiche weitere Ämter in kirchlichen Organisationen, caritativen Einrichtungen und sonstigen Gremien inne. Seit 1989 ist er Mitglied in der Leitung von SCM-Canterbury Press Ltd, seit 2001 Vorsitzender des SCM-Canterbury Press Trust. Von 1990 bis 1995 war er außerdem Leiter und Vorsteher des Nikaean Club, einem Gästehaus für offizielle Besucher des Erzbischofs von Canterbury und der Church of England. Seit 1998 ist er Mitglied des Erzbischöflichen Rates Hymns Ancient and Modern. Er ist weiterhin seit 2000 Mitglied der Faith and Order Advisory Group der Church of England. Seit 2005 ist Platten Vorsitzender des Liturgical Committee der Church of England und Mitglied der Cathedrals Fabric Commission for England.
Platten ist Träger mehrerer Ehrentitel. 2003 erhielt er einen Bachelor of Divinity vom Trinity College der University of Oxford, außerdem ebenfalls 2003 die Ehrendoktorwürde als Doctor of Letters (Hon DLitt) der University of East Anglia.
Platten ist auch Autor zahlreicher Bücher. Er veröffentlichte über 40 eigene Artikel in angesehenen Zeitungen und Fachzeitschriften. Außerdem schrieb er über 120 Kritiken und Rezensionen.
Er ist verheiratet und hat zwei Söhne. Die Arbeit seiner Frau Rosslie geb. Thompson umfasst Kinder mit besonderen Bedürfnissen.

## Mitgliedschaft im House of Lords
Platten gehörte von 2009 bis 2014 als Geistlicher Lord dem House of Lords an. Er war Nachfolger von Graham Dow, des ehemaligen Bischofs von Carlisle. Seine Antrittsrede hielt er am 30. Juni 2009. Zu seinen politischen Interessengebieten zählte Platten internationale Angelegenheiten,
Sozialethik, dabei insbesondere Asyl- und Flüchtlingsfragen, sowie individuelle ethische Fragestellungen, Umweltschutz, Medienstandards und das Verlagswesen.
Platten war als Vertreter des House of Lords auch Mitglied im Parliamentarians Network for Conflict Prevention and Human Security.

## Wirken in der Öffentlichkeit
Schwerpunkte von Plattens kirchlicher Arbeit sind der interreligiöse Dialog und die Zusammenarbeit mit anderen Glaubensgemeinschaften. Platten setzte sich insbesondere für enge Kontakte zur Katholischen Kirche ein. Er ist Vorsitzender des Anglican Centre in Rom.
In den 1990er Jahren baute Platten gemeinsam mit Malkhaz Songulashvili, dem Erzbischof der Evangelischen Baptistenkirche (Evangelical Baptist Church) in Georgien, intensive Kontakte und Gemeindepartnerschaften auf. Mit Songulashvili verbindet Platten seitdem eine enge Freundschaft.
2007 wandte sich Platten angesichts der 2008 erneut stattfindenden Lambeth-Konferenz gegen eine verzerrte Nachrichtenberichterstattung. Er warf insbesondere den Medien vor, sie würden durch ihre Berichterstattung bereits im Vorfeld ein Scheitern der Konferenz vorhersagen. Alleine das Vorhandensein unterschiedlicher Positionen innerhalb der Church of England, beispielsweise über die Frage der Homosexualität, mache die Konferenz nicht sinnlos oder unnötig.
Platten gehörte am 7. Oktober 2008 zu den Unterzeichnern einer Erklärung, die zum Schutz von Kindern vor seelischer und körperlicher Gewalt aufrief.
Im November 2009 leitete Platten den Festgottesdienst zur offiziellen Erhebung der St John's Parish Church in Halifax zum Münster.
Im November 2009 traf Platten in Mirfield, West Yorkshire, mit dem anglikanischen Erzbischof und Friedensnobelpreisträger Desmond Tutu zusammen. Platten würdigte Tutu im Anschluss an dessen Besuch in einem Zeitungsartikel als Kirchenmann, der die Fähigkeit besitze, den Glauben unter den führenden Anglikanern zu erneuern. Platten hob Tutus Würde, seine Großzügigkeit und Bescheidenheit bei der Vermittlung des Glaubens hervor.
Platten war Zunftmeister der Stationers’ Company für 2020/21 und wurde 2020 zum Fellow der Society of Antiquaries of London gewählt.

## Veröffentlichungen

### Autor
- 1996: Pilgrims
- 1997: Augustine's Legacy: Authority and Leadership in Anglicanism
- 1998: The Pilgrim Guide to Norwich
- 1999: Cathedrals and Abbeys of England
- 2007: Rebuilding Jerusalem
- 2007: Vocation: Singing the Lord's Song

### Mitautor
- 1988: Deacons in the Ministry of the Church (mit Mary Tanner)
- 1990: Spirituality and Psychology
- 1996: Spirit and Tradition: An Essay on Change (mit George Pattison)
- 2002: A New Dictionary of Liturgy and Worship
- 2003: Jesus in History, Thought and Culture
- 2006: In Search of Humanity and Deity: A Celebration of John Macquarrie's Theology

### Herausgeber
- 1988: Ethics – Our Choices
- 1990: Marriage
- 1990: Good for the Poor
- 1992: Working with God
- 1995: The Ethics of God

### Herausgeber und Beiträge
- 1992: Say One for Me (A. W. Carr)
- 1997: New Soundings (Herausgeber mit Graham James und Andrew Chandler)
- 1998: Flagships of the Spirit (Herausgeber mit Christopher Lewis)
- 1998: Seeing Ourselves
- 1999: The Retreat of the State
- 2000: Ink and Spirit
- 2000: Open Government
- 2002: Runcie: On Reflection
- 2003: Anglicanism and the Western Christian Tradition
- 2007: Dreaming Spires: Cathedrals and a New Age